# Стадион Кустанај
Стадион Окжептес је мулти-функционални стадион у граду Кокшетау, Казахстан. Тренутно се користи за фудбалске утакмице и домаћи је стадион Тобол.